# اندرو لاسلو
اندرو لاسلو (مجاری: László András; زاده ۱۲ ژانویهٔ ۱۹۲۶ – درگذشته ۷ اکتبر ۲۰۱۱) فیلم‌بردار اهل مجارستان بود.

## فیلم‌شناسی
- یک سیب‌زمینی، دو سیب‌زمینی (۱۹۶۳)
- تو اکنون یک پسر بزرگی (1966)
- The Night They Raided Minsky's (1968)
- Popi (1968)
- The Out-of-Towners (1970)
- عاشقان و دیگر غریبه‌ها (۱۹۷۰)
- جغد و گربه ملوس (1970)
- جنیفر در ذهن من (۱۹۷۱)
- To Find a Man (1971)
- Class of '44 (1973)
- Countdown at Kusini (1974)
- دزدی‌ها (۱۹۷۵)
- Somebody Killed Her Husband (1977)
- سلحشوران (۱۹۷۹)
- The Funhouse (1981)
- عملیات مرداب (۱۹۸۱)
- عشق ابدی است (۱۹۸۲)
- I, The Jury (1982)
- اولین خون (۱۹۸۲)
- Streets of Fire (1984)
- Thief of Hearts (1984)
- Remo Williams: The Adventure Begins (1985)
- Poltergeist II: The Other Side (1986)
- فضای درون (۱۹۸۷)
- پیشتازان فضا ۵: واپسین مانع (۱۹۸۹)
- Ghost Dad (1989)
- Newsies (1992)